# Aktinobakterier
Aktinobakterier (Actinobacteria eller Actinomycetes) är en grupp gram-positiva bakterier med högt guanin-cytosin-innehåll. De är några av de vanligaste bakterierna i jorden och spelar en avgörande roll i förmultningen av organiskt material, såsom cellulosa och kitin. På detta sätt bildas humus, medan jorden får näring. Aktinobakterierna spelar alltså en viktig roll i den organiska återvinningen och kolcykeln. Andra aktinobakterier lever i växter och djur och bland dessa finns det några som framkallar sjukdomar. Mycobacterium tuberculosis är en sådan aktinobakterie. Andra viktiga aktinobakterier är släktet Streptomyces (500 arter) som ger ett flertal mycket viktiga antibiotika, t.ex. Streptomycin, Tetracyklin, Kloramfenikol, Neomycin och Ivermektin.

## Arter (urval)
- Mycobacterium leprae
- Mycobacterium tuberculosis
- Streptomyces sp.